# Nationale Bibliotheek van Finland
De Nationale Bibliotheek van Finland (Fins: Kansalliskirjasto, Zweeds: Nationalbiblioteket) is de nationale bibliotheek van Finland.
De bibliotheek staat bij het Senaatsplein in Helsinki. Het hoofdgebouw heet Fabiania naar de straat Fabianinkatu en is gebouwd ten behoeve van de universiteit van Helsinki door architect Carl Ludvig Engel.
Het tweede gebouw Rotunda is van architect Gustaf Nyström. Deze bibliotheek heette tot 2006 Universiteitsbibliotheek Helsinki. Die titel is nu aan een andere bibliotheek vergeven.